# Rio Paranaíba
O rio Paranaíba é um curso de água  que nasce no estado de Minas Gerais, no Brasil, sendo um dos formadores do rio Paraná.

## Etimologia
Paranaíba  é um termo da língua geral meridional que significa "rio ruim": paraná, rio + aíba, ruim)

## Percurso
Nasce na serra da Mata da Corda, no município de Rio Paranaíba, no estado de Minas Gerais na altitude de 1 148 metros.Após percorrer 1 170 quilômetros, junta-se com o rio Grande, formando, então, o rio Paraná. Entretanto, das nascentes formadoras do rio Paranaíba, a mais distante é a do seu afluente rio São Bartolomeu, cujo curso se inicia nas proximidades de Brasília, a partir da junção dos rios Pipiripau e Mestre d'Armas.
Seu curso tem aproximadamente 1 170 quilômetros, até a junção ao rio Grande, onde ambos passam a formar o rio Paraná, no ponto que marca o encontro entre os estados de São Paulo, Minas Gerais e Mato Grosso do Sul. A partir dos municípios de Coromandel e Guarda-Mor, o rio Paranaíba forma a divisa natural de Minas Gerais com Goiás e, já próximo de sua foz, de Minas Gerais com Mato Grosso do Sul.
Seus principais afluentes são:

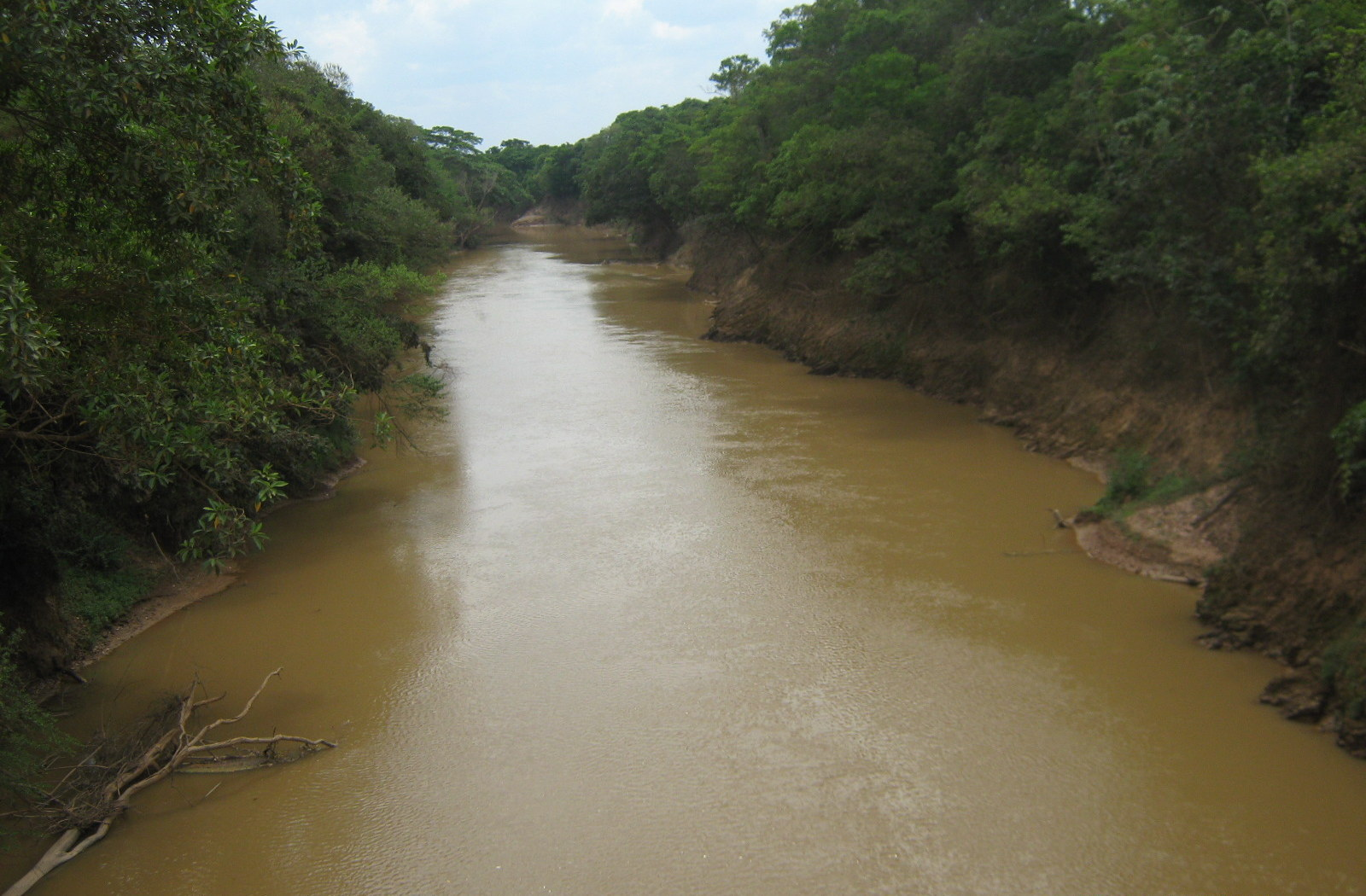
Rio Paranaíba no distrito de Pilar, em Patos de Minas

Margem direita (GO): rio São Marcos (MG-GO), rio Corumbá, rio Meia-Ponte, rio dos Bois, rio Claro,  rio verde, rio Corrente e rio Aporé (GO-MS).
Margem esquerda (MG): Bagagem, Dourados, Araguari e Tejuco.
A bacia do Paranaíba drena uma área com cerca de 220 mil quilômetros quadrados, com quase 8,5 milhões de habitantes em 196 municípios, além do Distrito Federal, incluindo cinco no Mato Grosso do Sul, 55 em Minas Gerais, onde ocupa 12,2 por cento do território, e 136 em Goiás, onde é a principal bacia em área e ocupação humana.
Divide-se em três trechos distintos:

### Alto Paranaíba
Das nascentes ao quilômetro 700, com 370 quilômetros de extensão. Percorre, majoritariamente em direção norte, uma extensa região de Minas Gerais, com altitude média de 760 m, e declividade de 25 centímetros por quilômetro. Cruza o município de Patos de Minas numa altitude de 770 metros, recebendo pequenos afluentes que descem do espigão do Magalhães e da serra do Barbaça, contrafortes da serra da Mata da Corda.
Na altura do quilômetro 729, recebe o pequeno afluente rio Verde, perto da localidade de Contendas (GO), e inflete neste ponto, quase em ângulo reto, em direção Sudoeste, tornando-se a divisa entre Minas e Goiás. Entre os km 700 e 800 apresenta declividade de 50 centímetros por quilômetro, correndo em vale de largura média, com estreitamentos acentuados entre os quilômetros 730-732 e 783-790. Os terrenos marginais são suavemente ondulados e pouco cultivados.

### Médio Paranaíba

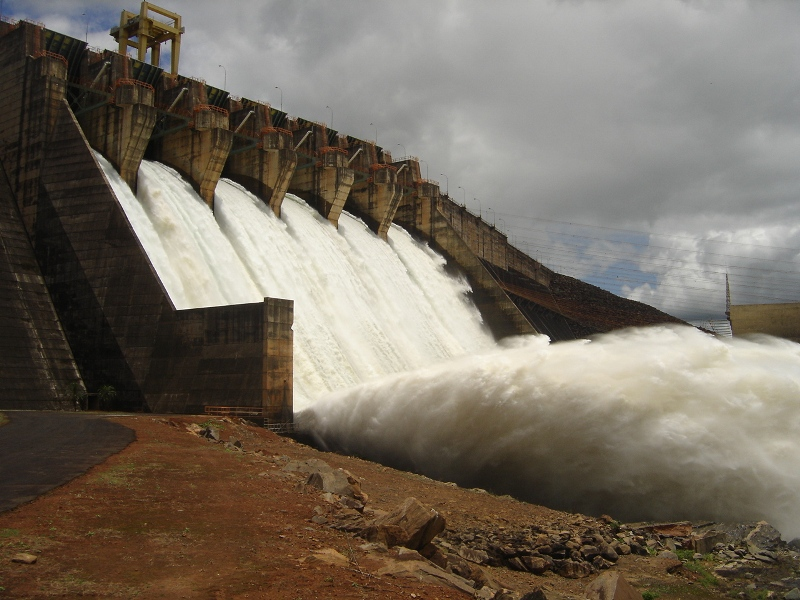
Usina Hidrelétrica de Itumbiara, em Araporã-MG

Do quilômetro 700 à barragem de Cachoeira Dourada (quilômetro 330), com 370 quilômetros de extensão. Entre os quilômetros 575 e 700, recebe os seguintes afluentes: no quilômetro 661, pela margem direita, o rio São Marcos; no quilômetro 640, pela margem esquerda, o rio Dourados; no quilômetro 633, pela margem esquerda, o rio Perdizes; no quilômetro 596, pela margem esquerda, o rio Bagagem. Neste estirão, o rio corre com declividade de 1,2 metros por quilômetro em uma região de vales geralmente estreitos, bastantes encaixados, com margens íngremes, elevando-se entre 25 e 60 metros. Os afluentes deste trecho atravessam zonas diamantíferas do Triângulo Mineiro e Goiás.
Entre os quilômetros 313 e 575, o Paranaíba recebe os seguintes afluentes: na margem direita, o rio Veríssimo, o rio Corumbá (no quilômetro 436) e o rio Santa Maria; na margem esquerda, o rio Jordão, rio Araguari (no quilômetro 469) e o Ribeirão da Piedade. Neste estirão, o rio tem uma declividade de 50 centímetros por quilômetro e passa pelas cidades de Itumbiara (quilômetro 392) e Anhanguera (quilômetro 535), ambas em território goiano, e pela cidade de Araporã (quilômetro 393), em território mineiro. Neste trecho, situa-se a hidrelétrica de Itumbiara, situada no município de Araporã, pertencente a Furnas Centrais Elétricas, que está em operação desde 1981, gerando 2 082 megawatts, sendo a maior hidrelétrica do complexo Furnas, do estado de Minas Gerais e do rio Paranaíba. O rio apresenta calha relativamente larga, cultivada de 20 a 50 por cento de sua área e começa a correr, no quilômetro 400, por sobre o derrame basáltico da bacia do Paraná.

### Baixo Paranaíba

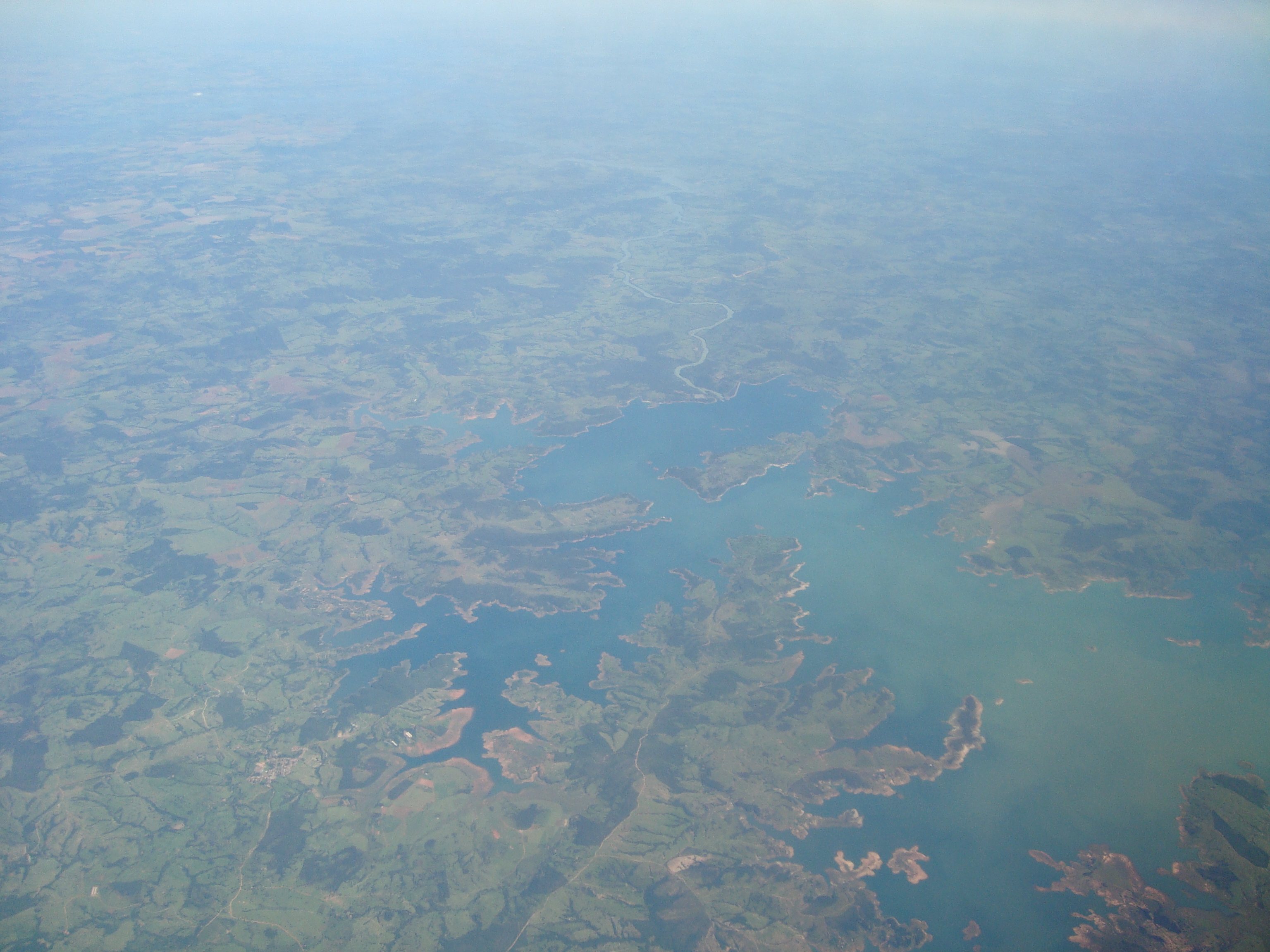
Reservatório e represa de Emborcação entre os municípios de Cascalho Rico e Três Ranchos

Da barragem de Cachoeira Dourada à confluência com o rio Grande com 330 quilômetros de extensão. Entre os quilômetros 195 e 330, tem declividade de 33 centímetros por quilômetro; no limite deste trecho, existe aproveitamento hidrelétrico da Cachoeira Dourada, que foi pertencente às Centrais Elétricas de Goiás (CELG), tendo sido privatizada; hoje, pertence à empresa Endesa Cachoeira, com usina geradora de 658 mil quilowatts e 19 metros de queda, fornecendo energia elétrica para a CELG. Seu represamento estende-se por cerca de 78 quilômetros ao longo do médio Paranaíba.
Dezessete quilômetros abaixo da represa de Cachoeira Dourada, pela margem direita, desagua o rio Meia-Ponte: na bacia desse tributário do rio Paranaíba, está concentrada 44,82 por cento da população do estado de Goiás, segundo o censo do Instituto Brasileiro de Geografia e Estatística de 2010.
No estirão entre os quilômetros e 195, encontra-se o chamado canal de São Simão, estreita garganta cortada no basalto, com 23 quilômetros de extensão total 35 metros de profundidade, situada no limite dos estados de Minas e Goiás. Neste trecho situa-se a hidrelétrica de São Simão, que está em operação, gerando 2 680 megawatts.
A três quilômetros acima da ponte da BR-365, o Paranaíba, medindo transversalmente 3 500 metros, precipitava-se no Canal de São Simão, hoje submerso pela barragem homônima da CEMIG,  com 300 metros de largura ao início, que quilômetros abaixo se reduzia apenas 80 metros, provocando grande turbulência, fortes rodamoinhos e altas velocidades da corrente.
O rio Paranaíba é navegável apenas no remanso da barragem de Ilha Solteira, numa extensão de 180 quilômetros até a barragem de São Simão. Desde a foz até o final do remanso de Emborcação, vence um desnível de 262 metros em cinco aproveitamentos: São Simão, Cachoeira Dourada, Itumbiara, Anhanguera e Emborcação.
Assim como o rio Grande, apresenta dificuldades na implantação da navegação, tais como: elevadas quedas, deflexões de níveis acentuados e remansos de uma barragem que não alcança o pé da próxima situada montante, entretanto, há muito vem sendo apontado como podendo ser transformado em uma importante via de navegação, interior, que daria acesso à região mais central do Brasil, inclusive a Brasília.
Nas cabeceiras de seus afluentes, há possibilidades de ligações da bacia do Paraná com as bacias do rio Tocantins e do rio São Francisco.

## Uso humano
O rio Paranaíba é conhecido principalmente pela sua riqueza diamantífera e pelo grande potencial hidrelétrico que apresenta.